# Obermainland

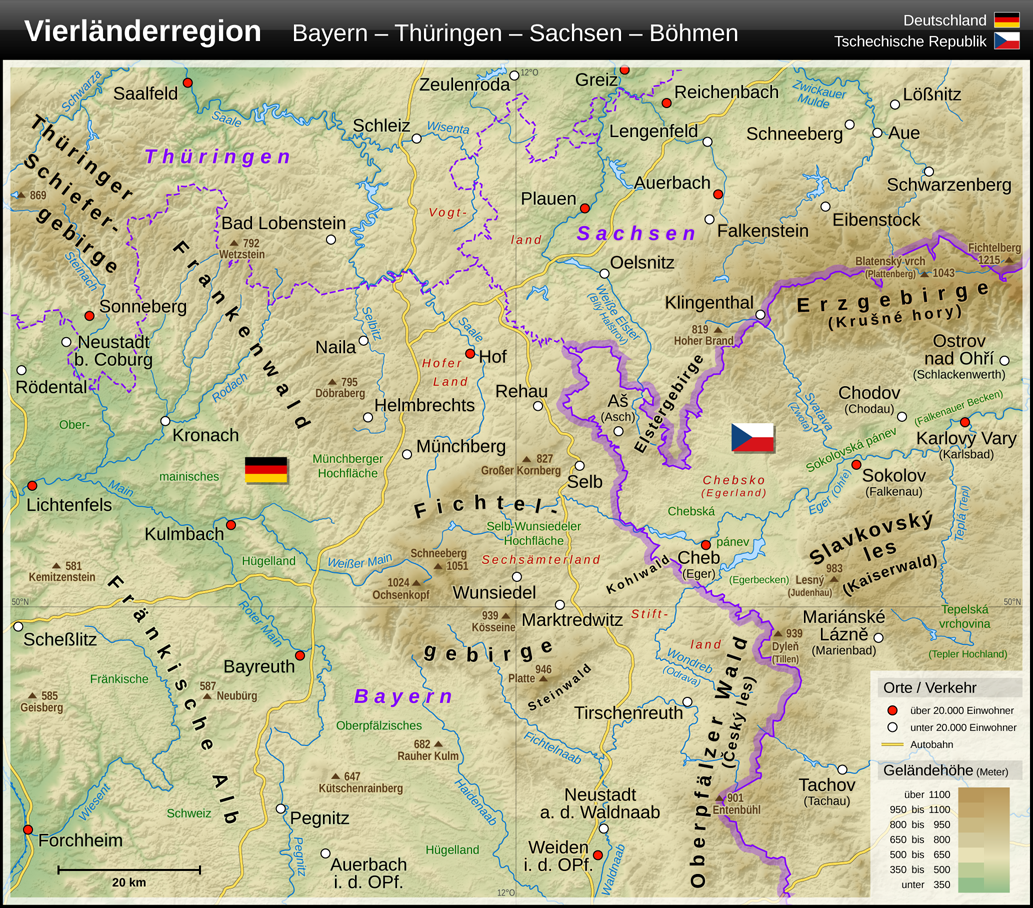

Als Obermainland wird eine Hügellandschaft in Franken entlang des Oberlaufes des Mains (Oberes Maintal oder Obermaintal) und seiner beiden Quellflüsse bezeichnet. Das Obermainland im engeren Sinne bezeichnet hierbei in der Hauptsache die physisch-geographische Landschaft Obermainisches Hügelland, die entlang des Mains bereits an der Rodach-Mündung endet. Jedoch wird der Begriff sowohl historisch als auch von Fremdenverkehrsverbänden auf das Maineinzugsgebiet bis zur Mündung der Regnitz bei Bamberg, seltener sogar bis zum Austritt des Mains aus Oberfranken ausgeweitet, während die thüringischen Anteile im Landkreis Sonneberg oftmals nicht mitgerechnet werden. Dies bedeutet, dass das Obermaintal im Wesentlichen aus dem Main-Regnitz-Talgebiet, dem Itz-Baunach-Hügelland und dem Obermainischen Hügelland besteht.

## Geografische Einordnung
Das Obermainland wird begrenzt vom Frankenwald im Norden, vom Fichtelgebirge im Osten und von der Fränkischen Schweiz bzw. Fränkischen Alb im Süden. Das Obermainland umfasst fast den gesamten Landkreis Kulmbach, zudem weite Teile der Landkreise Bayreuth, Lichtenfels und Bamberg sowie einen kleinen Teil des Landkreises Kronach. Der Abschnitt zwischen der Kreisstadt Lichtenfels über Bad Staffelstein bis zur Gemeinde Ebensfeld wird „Gottesgarten“ genannt.

## Geologie und Flora
Das Obermainland wird von der Fränkischen Linie begrenzt, dem Anstieg zu den höher gelegenen Mittelgebirgen Frankenwald und Fichtelgebirge. Muschelkalk herrscht als Gesteinsform vor. Entlang des Mainlaufes zieht sich ein breites Tal, das bei unreguliertem Verlauf des Flusses als Überschwemmungsgebiet dient. Seitlich des Maines ziehen sich Paralleltäler hin. Das Ganze erinnert aber aufgrund der geringen Höhenunterschiede eher an eine Hügellandschaft.
Das Obermainland ist eine vorwiegend landwirtschaftlich genutzte Kulturlandschaft mit teils unter Naturschutz stehenden Auenwiesen. Weite Wiesen- und Ackerflächen werden meist durch Strauch- oder Baumbewuchs eingerahmt, vorherrschend sind Laubbaumbestände. Es gibt aber auch größere Nadelholzbestände.

## Tourismus
Das Obermaintal ist eine für den Tourismus in Oberfranken bedeutende Region. Neben Wanderungen und Radtourismus sind auch verschiedene Formen des Kulturtourismus populär. Wichtige Ziele sind unter anderem Kulmbach, Lichtenfels, Bamberg, Bad Staffelstein mit der  Obermain Therme, Kloster Banz, der Ansberg, der Staffelberg und die Basilika Vierzehnheiligen.